# Ferdinand von Wright (företagsledare)
Ferdinand von Wright, född 1 juni 1863 i Leppävirta, död 2 juni 1930 i Kyrkslätt, var en finländsk företagsledare, politiker och godsägare. Han var kusin till Viktor von Wright. 
Efter att ha blivit filosofie kandidat 1884, verkade von Wright som tidningsman, men övergick till näringslivet 1889, då han blev delägare i den Borgströmska smörexportfirman i Hangö och var verkställande direktör för dess avläggare i Helsingfors, Ab Agros, 1899–1918. Han var även politiskt aktiv, bland annat som representant för sin ätt vid de sista ståndslantdagarna och som ledamot av Finlands riksdag för Svenska folkpartiet 1922–1924. Han tillhörde den stora deputationen 1899 och var en av initiativtagarna till Kagalen. Han tilldelades kommerseråds titel 1922.